# Ядранка Йоксимович
Ядранка Йоксимович (серб. Jadranka Joksimović, Јадранка Јоксимовић; нар. 26 січня 1978, Белград) — сербська політична діячка і політолог.
Вона вивчала політологію в Університеті Белграда. Йоксимович була членом Сербської радикальної партії, у 2008 році стала однією із засновників Сербської прогресивної партії (відповідала за зв'язки з громадськістю, з 2014 року входить до вищих керівних органів СПП).
На виборах у 2012 році вперше отримала мандат члена Народних зборів, була переобрана у 2014 році. 27 квітня 2014 року вона була призначена міністром без портфеля з питань європейської інтеграції в уряді Александара Вучича.